# Marktorientiertes Angebot Cargo
Marktorientiertes Angebot Cargo (MORA-C) – program, który miał za zadanie odtworzyć transport przesyłek jednowagonowych w Niemczech i tym samym uratować pewne linie kolejowe przed zamknięciem.
DB Cargo uruchomiło na przełomie XX i XXI w. ten program, aby przekształcić system transportu przesyłek jednowagonowych w celu większego pokrycia swoich kosztów. Program wynikał z tego, że znaczna liczba stacji (około 1000) obsługiwała niską liczbę wagonów towarowych odprawianych czy przyjętych.
Pomimo problemów z cenami narzucanymi przez DB Cargo oraz niskich dochodów z działalności na końcówkach przemysłowych, doprowadziło to do powstania kilkudziesięciu przedsiębiorstw, m.in. Hohenzollerische Landesbahn (HzL), Bentheimer Eisenbahn AG (BE) czy Ruhr-Lippe GmbH (RLG).
„MORA-C” był ekonomicznie rozsądnie przygotowany. Program został w pewnym stopniu zrealizowany, jednak w różnych regionach znaleziono inne rozwiązania obsługi przewozu wagonów towarowych na tzw. ostatniej mili, częściowo przez zlecanie przewozu wagonów innemu, regionalnemu przewoźnikowi. W większości tych przykładów chodziło o przewoźników już istniejących, które dzięki temu otrzymały od DB Cargo kontrakty na dwa lub pięć lat jako podwykonawcy. DB Cargo dziś regularnie robi „make or buy analysis” i decyduje, czy wykonuje dane przewozy „końcówkowe” sam, czy zleca to podwykonawcy. Z dzisiejszej perspektywy przekształcenie oferty przewozów przesyłek jednowagonowych można ocenić jako słuszne. W Niemczech dalej istnieje dość rozwinięty system takich przewozów.